# Marquesado de Del Bosque

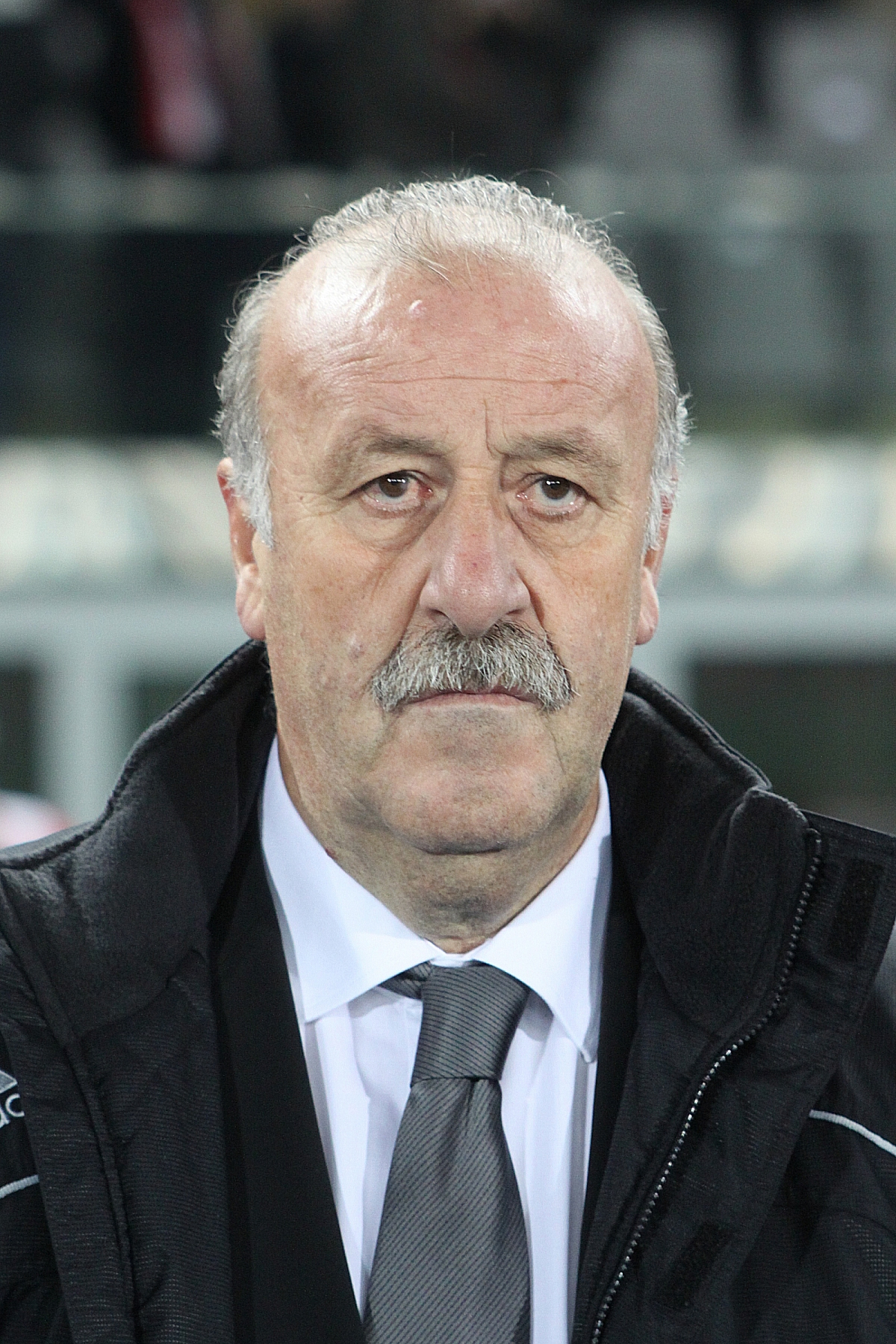
Vicente del Bosque González, I marqués de Del Bosque.

El marquesado de Del Bosque es un título nobiliario español, creado por el rey Juan Carlos I de España el 3 de febrero de 2011 a favor del exseleccionador nacional de fútbol de España y vencedor de la Copa Mundial de Fútbol de 2010 y de la Eurocopa 2012, Vicente del Bosque González.

## Denominación
La denominación de la dignidad nobiliaria refiere al apellido paterno, por lo que fue universalmente conocida la persona a la que se le otorgó dicha merced nobiliaria.

## Carta de otorgamiento
Fue creado mediante el Real Decreto 135/2011, de 3 de febrero de 2011 (BOE del 4 de febrero), expidiendo la correspondiente Real Carta de Concesión por la "gran dedicación al deporte español y la contribución de don Vicente del Bosque González al fomento de los valores deportivos".

## Marqueses de Del Bosque
|                            | Titular                     | Periodo                    |
| Creación por Juan Carlos I | Creación por Juan Carlos I  | Creación por Juan Carlos I |
| -------------------------- | --------------------------- | -------------------------- |
| I                          | Vicente del Bosque González | 2011-actual titular        |

## Historia de los marqueses de Del Bosque
- Vicente del Bosque González (n. Salamanca, 23 de diciembre de 1950), I marqués de Del Bosque, exseleccionador nacional de fútbol de España y vencedor de la Copa Mundial de Fútbol de 2010 y de la Eurocopa 2012.

Se casó con María de la Santísima Trinidad López ... y tuvieron los siguientes hijos y la siguiente hija: Vicente del Bosque López (1987), casado en 2015 con Arola Pérez Gallar, de quien tuvo a Vicente del Bosque Pérez (2017) y a Juan del Bosque Pérez (2020); Álvaro del Bosque López (1990); y Gema del Bosque López (1993).

## Línea de sucesión
- Vicente del Bosque González, I marqués de Del Bosque (n. 1950)
  - (1) Vicente del Bosque López (n. 1987)
    - (2) Vicente del Bosque Pérez (n. 2017)
    - (3) Juan del Bosque Pérez (n. 2020)

  - (4) Álvaro del Bosque López (n. 1989)
  - (5) Gema del Bosque López (n. 1993)